# Yasser Ayyash
Yasser Hanna Ayyash (nome completo Yaser Rasmi Hanna Al-Ayyash) (Shatana, 4 dicembre 1955) è un arcivescovo cattolico giordano, appartenente alla Chiesa cattolica greco-melchita.

## Biografia
Nato nel 1955 a Shatana, presso Irbid, frequenta la scuola greco-cattolica nella sua città natale. Continua la sua formazione a Beit Sahour e Betlemme, dove consegue il diploma di maturità. Studia teologia e studi biblici in Libano; a Roma si laurea in filosofia e teologia presso la Pontificia università "San Tommaso d'Aquino". Viene ordinato diacono a Roma nel 1983 e sacerdote il 12 luglio 1987 ad Amman. Svolge il ministero di parroco e insegna nelle scuole della capitale Amman e ad Jerash.
Il 21 giugno 2007 il santo sinodo melchita lo elegge arcieparca di Petra e Filadelfia, diventando il primo giordano titolare in questa arcieparchia. Riceve la consacrazione episcopale il 13 ottobre successivo dalle mani del patriarca Gregorio III, co-consacranti l'arcivescovo Georges El-Murr e il vescovo Youssef Absi. Nell'ottobre 2010 partecipa all'assemblea speciale del sinodo dei vescovi a Roma come vescovo delegato della chiesa melchita di Giordania, e sottolinea la posizione relativamente buona delle Chiese orientali in Giordania.
Il 14 aprile 2015 rinuncia al suo ministero. Il 9 febbraio 2018 viene eletto vicario patriarcale di Gerusalemme dal santo sinodo melchita, succedendo all'arcivescovo Joseph Jules Zerey, dimissionario per aver già da due anni superato il limite massimo di età. Nel suo discorso di insediamento, El-Ayyash ha dichiarato di rappresentare il «Santo Padre, capo di tutta la Chiesa cattolica, includendo anche le chiese di diverso rito, come quella melchita», restando in comunione con la Chiesa locale.

## Genealogia episcopale
La genealogia episcopale è:
- Vescovo Filoteo di Homs
- Patriarca Eutimio III di Chios
- Patriarca Macario III Zaim
- Vescovo Leonzio di Saidnaia
- Patriarca Atanasio III Dabbas
- Vescovo Néophytos Nasri
- Vescovo Euthyme Fadel (Maalouly)
- Patriarca Kyrillos VII Siage
- Patriarca Agapios III Matar
- Patriarca Maximos III Mazloum
- Patriarca Clemes I Bahous
- Patriarca Gregorios II Youssef-Sayour
- Patriarca Petros IV Geraigiry
- Patriarca Kyrillos IX Moghabghab
- Patriarca Maximos V Hakim
- Patriarca Gregorio III Laham, B.S.
- Arcivescovo Yasser Ayyash